# Aleksandr Morozov
Aleksandr Morozov (în rusă Александр Морозов; n. 20 martie 1948, Ocnița, raionul Ocnița, Republica Moldova) este un compozitor și cântăreț sovietic și rus. Artist al Poporului al Federației Ruse (2004), Ucrainei (2004) și Republicii Moldova (2019).

## Titluri și premii
- Premiul comsomolului leninist (1983) — pentru melodii despre tinerețe și Comsomol.
- Artist emerit al RSFSR (1989) — pentru merite în domeniul artei sovietice.[4]
- Ordinul Sf. Nicolae (2001) — pentru sporirea binelui pe Pământ.
- Maestru în Artă al Moldovei (20 martie 2003) — în semn de recunoștință pentru meritele speciale din dezvoltarea artei muzicale și pentru contribuția semnificativă la consolidarea prieteniei, cooperării și legăturilor culturale între popoarele Federației Ruse și Republicii Moldova.[5]
- Artist al Poporului din Federația Rusă (7 februarie 2004) — pentru merite în domeniul artei.[1]
- Artistul Poporului din Ucraina (19  martie 2004) — pentru contribuția personală semnificativă la dezvoltarea relațiilor culturale dintre Ucraina și Federația Rusă, multor ani de activitate creativă fructuoasă.[2]
- Ordinul Petru cel Mare (2004, 2006) — pentru întărirea statului rus.
- Artistul Poporului din Republica Moldova (27 martie 2019) — pentru merite remarcabile în dezvoltarea și promovarea artei muzicale, contribuția la consolidarea legăturilor culturale moldo-ruse și realizări remarcabile în activitatea creativă.[3]